# Atlanta (Texas)
Pour les articles homonymes, voir Atlanta (homonymie).
La ville d’Atlanta est située dans le comté de Cass, dans l’État du Texas, aux États-Unis. Sa population s’élevait à 5 675 habitants lors du recensement de 2010.